# Diphyllaphis konarae
Diphyllaphis konarae är en insektsart. Diphyllaphis konarae ingår i släktet Diphyllaphis och familjen långrörsbladlöss. Inga underarter finns listade i Catalogue of Life.